# Eagle Pass (Texas)
Eagle Pass est une ville des États-Unis, siège du comté de Maverick, dans l’État du Texas, à la frontière avec le Mexique. 

## Géographie

### Situation
Eagle Pass est située sur la rive gauche du Río Grande, qui marque la frontière avec le Mexique, en face de la ville de Piedras Negras. Sa superficie totale est de 19,2 km2. L'aire métropolitaine Eagle Pass - Piedras Negras (EG-PN) constitue l'un des six existantes sur la frontière américano-mexicaine.

### Voies de communication
La ville est principalement desservie par les routes américaines 57, orientée est-ouest, et 277, qui relie l'Oklahoma au Sud du Texas, ainsi que par la route texane 131.

## Origine du nom
Selon l'Association historique de l'État du Texas, elle ne tire pas son nom spécifiquement du pygargue à tête blanche américain. Située près de la frontière avec le Mexique, non loin d'un sentier longtemps fréquenté par des contrebandiers, la région avait reçu le sobriquet d'El Paso del Águil»,  en raison des aigles royaux mexicains ayant leur nid dans un bosquet voisin et que l'on voyait souvent planer dans les environs. La ville qui se développa à cet endroit donna tout simplement une forme anglaise à ce nom de lieu.

## Politique et administration
L'administration de la ville fonctionne sous le régime du gouvernement à gérance municipale. Le conseil est formé d'un maire et de quatre membres élus pour quatre ans. Depuis 2010, le maire est Ramsey E. Cantu.

## Démographie
Elle comptait 22 413 habitants lors du recensement de 2000 et 26 248 habitants lors de celui de 2010. 

## Divers
La ville a été un des lieux de tournage du film des frères Coen No Country for Old Men.

## Source
- (en) Cet article est partiellement ou en totalité issu de l’article de Wikipédia en anglais intitulé « Eagle Pass, Texas » (voir la liste des auteurs).

1. ↑  Jane Morse, « L'histoire parfois surprenante des noms de lieux qui font vibrer la fibre patriotique », 1er juillet 2011 (consulté le 3 juillet 2011)